# Alexander Saftig

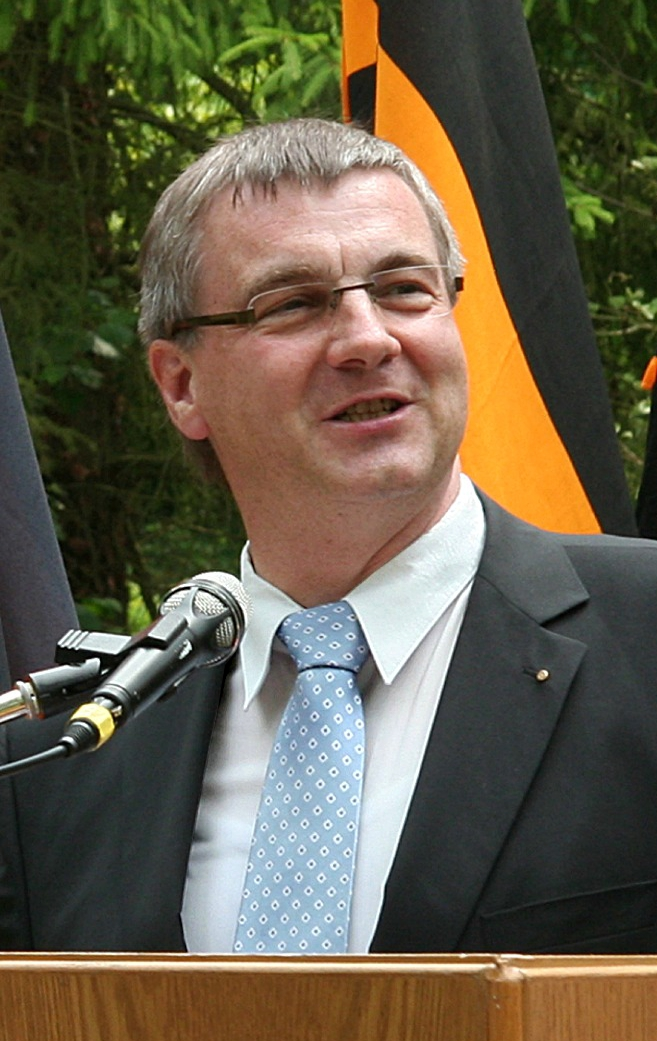
Landrat Alexander Saftig bei einer Festansprache 2009

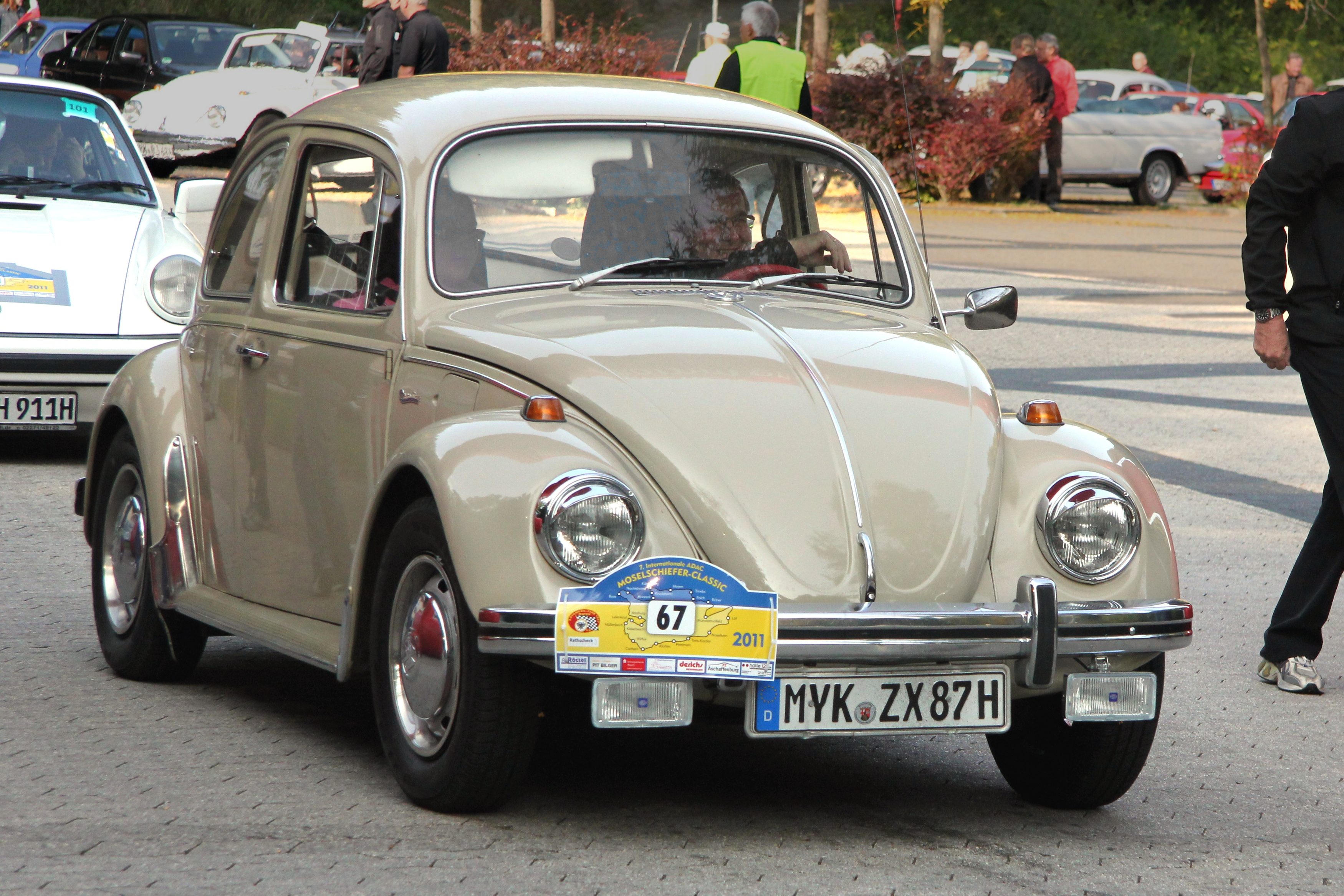
… 2011 mit seinem VW Käfer am Start zu einer Oldtimerveranstaltung

Alexander Saftig (* 12. Februar 1958 in Weißenthurm) ist ein deutscher Politiker (CDU). Er lebt in Kottenheim. Von 2009 bis 2024 war er Landrat des Landkreises Mayen-Koblenz.

## Leben
Von 1964 bis 1967 besuchte Saftig die Volksschule zuerst in Weißenthurm und später in Saffig. Bis 1976 war er anschließend Schüler des Kurfürst-Salentin-Gymnasiums in Andernach.
Nach Ableistung des Wehrdienstes folgte das Studium der Rechtswissenschaften an der Johannes Gutenberg-Universität Mainz, das er 1982 mit dem ersten Staatsexamen beendete. Nach dem Referendardienst folgte von 1983 bis 1985 ein weiteres Studium an der Christian-Albrechts-Universität zu Kiel, das zweite Staatsexamen legte Saftig 1985 in Mainz ab. Saftig promovierte 1990 („Kommunalwahlrecht in Deutschland“) an der Christian-Albrechts-Universität in Kiel.
Von 1985 an folgten verschiedene Tätigkeiten im öffentlichen Dienst. Er war bei der Bezirksregierung Trier, der Kreisverwaltung Daun, dem Polizeipräsidium Mainz und der Bezirksregierung Koblenz beschäftigt, bis er schließlich 1990 zunächst in die Staatskanzlei Rheinland-Pfalz abgeordnet und ab 1992 leitender staatlicher Beamter der Kreisverwaltung Ahrweiler wurde. 1997 wurde er Bürgermeister der Verbandsgemeinde Vordereifel. Im Juni 1999 wurde er in den Kreistag des Landkreises Mayen-Koblenz gewählt.
Im Juni 2008 wurde Saftig als Kandidat der CDU im Landkreis Mayen-Koblenz (MYK) zum Landrat gewählt und trat sein Amt 2009 an. Bei der Direktwahl am 12. Juni 2016 wurde er mit einem Stimmenanteil von 88,3 % für eine zweite achtjährige Amtszeit ab 2017 wiedergewählt. Bei der Direktwahl des Landrats am 9. Juni 2024 durfte Saftig nicht für eine dritte Amtszeit antreten, da er im Februar 2024 die Regelaltersgrenze von 66 Jahren erreicht hatte. Am 1. Januar 2025 übernahm sein gewählter Nachfolger Marko Boos (SPD) das Amt des Landrats von Mayen-Koblenz.
Im Februar 2007 wählte ihn der Landtag des Landes Rheinland-Pfalz zum nichtrichterlichen Mitglied des Verfassungsgerichtshofes Rheinland-Pfalz. Während seiner Zeit entschied das Verfassungsgericht unter anderem über eine Einstweilige Anordnung, in der Kleingaststätten von der Nichtraucherschutz-Gesetzgebung einstweilen ausgenommen wurden. Diese Entscheidung erregte Aufmerksamkeit in überörtlichen Medien.
Seit November 2016 ist Saftig darüber hinaus Vorsitzender der in Mendig ansässigen Deutschen Vulkanologischen Gesellschaft.

## Werke
- Kommunalwahlrecht in Deutschland. Nomos Verlag, Baden-Baden 1990, ISBN 3-7890-2091-5. (Dissertation)